# بول كامبل
بول كامبل (بالإنجليزية: Paul Campbell)‏ هو موسيقي ورائد أعمال بريطاني، ولد في 1959.